# Dr.トッペル探検隊
『Dr.トッペル探検隊』(ドクタートッペルたんけんたい)は、金子製作所（後のカネコ）が開発し、1988年にタイトーからリリースされたアーケードゲーム。ゲームのジャンルは縦画面縦スクロールのシューティングゲームである。ファンタジー調のグラフィックスとは裏腹に敵の攻撃はシビアだった。
現在は販売元であるタイトーが権利を持っている。

## ゲームのルール
8方向レバー、2ボタン（ショット、オプション固定＆固定解除）でモリアオガエル号を操作しながら敵を倒していく。全7ステージ。
本作の特徴は自機の後ろに付くオタマジャクシ状のオプションである。通常は自機に追従するだけのオプションを、オプションボタンで固定することでオプションの射撃方向を固定したり、オプション自体を盾にして敵弾などを防ぐことができる。

## ミスの条件
- 敵や敵弾に当たる。
- 壁や障害物と画面下辺の間につぶされる。

## アイテム
- ベル

プレイヤーの前方について弾を撃つ。
- パワーアップ

プレイヤーの効力がパワーアップ。
- ホネカブトウオ

骨を壊して頭を取るとバリアがつく。
- ドル袋

スコア加算。
- スピードアップ

プレイヤーのスピードがアップ。
- プレイヤーエクステンド

残数が1機増える。

## 移植版
| No. | タイトル                                        | 発売日         | 対応機種              | 開発元             | 発売元   | メディア | 型式 | 備考                                            |
| --- | ----------------------------------------------- | -------------- | --------------------- | ------------------ | -------- | -------- | ---- | ----------------------------------------------- |
| 1   | イーグレットツー ミニ アーケードメモリーズVol.3 | 2024年12月19日 | イーグレットツー ミニ | 瑞起 ※本体の開発元 | タイトー | SDカード | -    | 追加SDカードに入っている10作品の1つとして収録。 |